# Bătălia de la Călugăreni
Bătălia de la Călugăreni a avut loc la 13/23 august 1595. Oastea munteană de 10.000 de oameni, condusă de Mihai Viteazul, întărită cu 6.000 de ardeleni trimiși de Sigismund Báthory, a încercat să oprească oastea otomană invadatoare condusă de Sinan Pașa, al cărei obiectiv era transformarea Țării Românești în pașalâc. Operațiunea lui Mihai nu a reușit, ea fiind urmată de ocuparea Bucureștiului de către turci și de retragerea tactică a lui Mihai în munți. Ulterior, întărit cu o armată mai mare, Mihai avea să-i îndepărteze pe otomani, învingându-i decisiv în bătălia de la Giurgiu, la mijlocul lunii octombrie 1595.
Raportul de forțe era net favorabil oștii otomane. Nicolae Bălcescu, citând surse contemporane, arată: 
„Într-adevăr, armata lui [Sinan] era, cum știm, de 180 mii ostași, mai mult decât de zece ori mai mare ca a lui Mihai Vodă, care, cu toate ajutoarele ce primi din Moldova și Ardeal, d-abia se urca la 16 mii oameni și 12 tunuri”
În ceea ce privește efectivele oștirii creștine, se poate aprecia că Mihai Viteazul a avut sub comanda sa cel mult 10.000 de militari și un parc de artilerie compus din 12 tunuri mari de câmp. Cronica oficială vorbește de 8.000 de munteni și 2.000 de unguri. Acest raport de forțe net defavorabil aliaților explică alegerea făcută de voievod pentru terenul de la sud de Călugăreni, care era împădurit, mlăștinos, străbătut de râul Neajlov, în care deplasarea atacatorilor se putea face numai pe un singur drum, cu un punct obligatoriu de trecere peste podul îngust de peste râu. În acest spațiu, superioritatea numerică a turcilor nu a putut fi valorificată, configurația terenului impunând atacul în valuri, fără a fi cu putință desfășurarea largă pe flancuri. Bătălia de la Călugăreni a cuprins trei faze, cu conținut, desfășurări și trăsături diferite.

## Prima fază a bătăliei
Prima fază a bătăliei s-a petrecut în dimineața zilei de 13 august 1595 și s-a caracterizat prin atacuri de tatonare ale celor doi adversari. În zori, cavaleria română a atacat prin surprindere cavaleria otomană din fața Călugărenilor, împingând-o peste râul Neajlov. Mihai și-a constituit dispozitivul de luptă din 10.000 de oșteni pe două linii, cu zece tunuri, pe malul nordic al râului. Rezerva de 6.000 de oameni aflați sub comanda lui Albert Király, în rândurile căreia se aflau și oștenii secui trimiși în ajutor de principele Ardealului, a fost amplasată la distanță destul de mare, la nord-vest de Călugăreni. Această amplasare a rezervelor urmărea să facă față unui eventual atac otoman care s-ar fi produs dinspre Singureni. Pericolul s-a dovedit real, într-acolo aveau să acționeze forțele otomane ale lui Hassan Pașa, beilerbeiul Rumeliei. 
După ce cavaleria sa a fost respinsă, Sinan Pașa a trimis în luptă o grupare de 12.000 de luptători. După ce i-a lăsat pe turci să treacă peste râu, Mihai Viteazul i-a supus unui puternic bombardament de artilerie, după care i-a atacat în forță, alungându-i la sud de Neajlov. Prima fază a bătăliei s-a încheiat în favoarea românilor.

## A doua fază a bătăliei

Cele trei faze ale bătăliei de la Călugăreni

A doua fază a bătăliei a început la prânz. Sinan Pașa, conducătorul oștii otomane, a hotărât să înceapa atacul împotriva românilor cu toate forțele de care dispunea. Ienicerii au atacat frontal peste pod, în timp ce o grupare comandată de Mehmet Satârgi Pașa (cel care trebuia să fie numit beilerbei al Țării Românești) a efectuat o manevră de învăluire prin est. În același timp, beilerbeiul Rumeliei, Hassan Pașa, a efectuat o manevră largă de învăluire prin vest, trecând peste Neajlov pe podul din Singureni. Lovitura ienicerilor a fost extrem de puternică. Pentru a lărgi frontul de atac, ienicerii au folosit, pe lângă podul deja existent, și bușteni și scânduri așezate peste mlaștină. Artileria, archebuzierii și infanteria română au reușit să oprească atacul. În același timp însă, spahiii din flancul drept al otomanilor au trecut râul printr-un vad și au amenințat întreaga aripă stângă a românilor. Atacat cu putere frontal și din flanc, Mihai a ordonat retragerea eșalonului întâi către rezervele din spatele Călugărenilor, din cauza presiunii inamicului românii fiind nevoiți să abandoneze tunurile. După ce s-a terminat retragerea și toate trupele române s-au reunit, înaintarea turcilor a fost oprită.

## A treia fază a bătăliei
„În acel loc, în dosul satului Călugăreni, are loc contraatacul lui Mihai în față, ajutat în flanc de Albert Kiraly (turcii fuseseră prinși ca într-un clește).”
Ultima fază a bătăliei s-a desfășurat în după-amiaza aceleiași zile și s-a materializat într-o puternică ofensivă a românilor. Înaintea de începerea atacului, căpitanul Cocea și oamenii lui s-au reîntors dintr-o misiune de recunoaștere, voievodul român având la dispoziție un număr de soldați odihniți, care nu participaseră încă la luptă. Mihai Viteazul a hotărât să execute un puternic contraatac, o lovitură combinată frontală și o manevră de învăluire pe flancul stâng al inamicului. Satîrgi Pașa a fost respins, iar otomanii au fost înghesuiți într-un spațiu foarte îngust din nordul Neajlovului, având podul în spate ca singură cale de retragere. Contraatacul s-a prelungit până la pod, toate tunurile au fost recuperate, iar focul artileriștilor români și al archebuzierilor a provocat pierderi foarte grele turcilor. Încercând să stabilizeze situația, Sinan Pașa a înaintat în fruntea trupelor de elită. Retragerea turcilor în fața atacurilor continue ale românilor s-a transformat în debandadă în momentul în care detașamentul de 400 de călăreți ai căpitanului Cocea a atacat spatele armatei otomane și tabăra aflată lângă satul Hulubești. În deruta care a cuprins armata otomană, valul fugarilor a antrenat și garda lui Sinan Pașa și pe marele vizir, care a fost aruncat în mlaștină, de unde a fost salvat de un credincios al său. Doar apariția forțelor lui Hassan Pașa în flancul drept al românilor i-a ferit pe otomani de dezastru. Mihai Viteazul a întrerupt urmărirea fugarilor și și-a concentrat atacul cu atâta impetuozitate împotriva noilor intrați în luptă, încât Hassan Pașa, cuprins de panică, a părăsit în fugă, în fruntea călăreților săi, câmpul de luptă.

## Urmările bătăliei
Un număr de 7.000 de otomani au căzut pe câmpul de luptă, iar tunurile acestora și un steag verde al profetului au căzut în mâinile românilor. Prin atacul de la Călugăreni, Mihai reușise să atingă unele obiective: a provocat pierderi importante dușmanului, l-a demoralizat și întârziat înaintarea turcilor, câștigând timpul necesar pentru concentrarea forțelor antiotomane. Cu toate acestea, deși întârziată, înaintarea turcilor către București nu a fost oprită.
Într-un consiliu de război, Mihai Viteazul a hotărât să se retragă către munți, unde avea să aștepte ajutoare din Transilvania și Moldova. Retragerea s-a executat noaptea, aplicându-se o stratagemă care a ținut sub tensiune tot timpul armata otomană. O cronică otomană a consemnat că românii au „aprins focuri ... și au mânat cu steagurile o cireadă de bivoli cu țipete și zgomote” și de asemenea au provocat explozii. Dimineată, când marele vizir a vrut să reia atacul, a văzut că armata română se retrăsese. După ce s-a retras prin Târgoviște, de unde a luat toate lucrurile de valoare, armata lui Mihai Viteazul s-a oprit în tabăra de la Stoenești, de lângă pasul Bran-Rucăr, unde a ocupat o poziție avantajoasă de apărare. 
În acest timp s-a produs intervenția militară a Poloniei în Moldova, domnitorul Ștefan Răzvan, unul dintre cei mai credincioși aliați ai lui Mihai, a fost alungat de pe tron de Ieremia Movilă. Pe parcursul întregului an 1595, situația politică din Moldova a rămas neclară, aici existând de facto doi domnitori: Ieremia Movilă pe tron și Ștefan Răzvan cu oastea lui, retras mai întâi la Trotuș și mai apoi în Muntenia. 
După pierderile suferite la Călugăreni, reorganizându-și oastea, Sinan Pașa a înaintat prudent către București. Cum intenția lui era să transforme Țara Românească în pașalâc, odată ajuns în București, Sinan a stabilit cartierul general la mănăstirea Radu Vodă și l-a numit pe Satîrgi Mehmed Pașa beilerbei, dându-i sub comandă o garnizoană puternică de 10.000 de oameni, și ordine să construiască o palancă cu șanțuri de apărare și valuri din pământ întărit cu bârne și cu căptușeală din lemn. După acest moment, Sinan Pașa s-a îndreptat către Târgoviște, unde a ajuns în primele zile ale lui septembrie. Și aici a ordonat construirea unor întăriri din pământ, apărate de 1.500 de oameni și 30 de tunuri. Grosul armatei turcești s-a îndreptat către Stoenești. Aici, otomanii au ocupat o poziție în fața armatei lui Mihai. Din prudență, dar și din cauza altor factori (condițiile foarte grele de teren, pierderile mari suferite până în acel moment, lipsa ajutorului din partea tătarilor și fiindcă numeroși otomani s-au împrăștiat după pradă), Sinan Pașa nu a atacat. 
La sfârșitul lui septembrie, Sigismund Báthory, principele Transilvaniei, a pornit în ajutorul aliatului său cu 13.200 de mercenari, 8.000 de secui, 1.500 de germani trimiși de arhiducele Maximilian și 300 de călăreți din Toscana.
Aceste forțe reunite au început în octombrie înaintarea împotriva otomanilor, care au fost înfrânți la Târgoviște (6-8 octombrie), București (12 octombrie), și în bătălia de la Giurgiu (15-20 octombrie).